# Krzyż serbski

Krzyż serbski na fladze Serbskiego Kościoła Prawosławnego

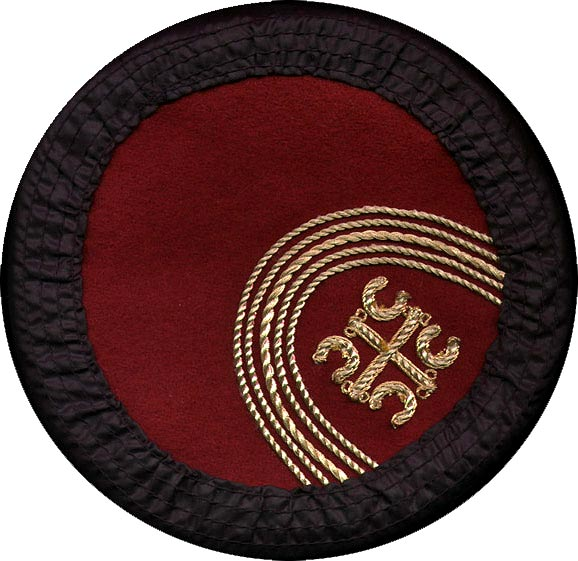
Krzyż serbski na czapce czarnogórskiej

Krzyż serbski (serb. српски крст / srpski krst) – grecki krzyż (równoramienny) z 4 złotymi krzesiwami (serb. ocila / оцила) przypominającymi cyrylickie litery „C” w każdym rogu. 
Według powszechnego mniemania cztery złote krzesiwa w krzyżu serbskim wyrażają dewizę Само слога Србина спасава (alfabet łaciński: Samo sloga Srbina spasava, pol. Tylko jedność ocali Serbów lub Tylko w jedności Serbów ratunek).

## Historia
Krzyż serbski wywodzi się ze sztandaru przyjętego w 1261 roku przez cesarza Michała VIII Paleologa jako godło Cesarstwa Bizantyjskiego.
Przedstawiał on złoty grecki krzyż na czerwonym polu, w którego czterech rogach umieszczono 4 greckie litery Β oznaczające dewizę odnoszącą się do Chrystusa Pantokratora – Βασιλεὺς Βασιλέων Βασιλεύων Βασιλευόντων (alfabet łaciński: Basiléus Basiléon, Basiléuon Basileuónton), co w tłumaczeniu na język polski oznacza Król Królów króluje nad Królami.
Po objęciu w 1402 roku funkcji despoty serbski książę Stefan Lazarowicz (1389–1427) z dynastii Hrebeljanoviciów przyjął jako godło dwugłowego orła Paleologów a jako swój sztandar – krzyż Michała VIII Paleologa.